# Unhcegila
Unhcegila a lakota mitológiában egy sárkányszerű lény, amely sok megmagyarázhatatlan eltűnés és halál eset mögött áll.

## Újabban
Az Unhcegila újabb változata az úgynevezett Unk Cekula (ezt gyakran „Unc-Check-Yula” alakban is írják), amely lakota sziú sárkány. A sárkányról szóló új változatot egy démon mondja el, amely a Keleti Nemzetektől jött. Unk Cekula az Észak-Atlanti-óceán jeges vizeiből jött elő és bemerészkedett a síksági lakota sziúk földjére, ahol egy nagy harcost nyelt le. A Medve-klánból származó harcosnak, korábban azt mondta a Menyét szellem, hogy ha Unk Cekula lenyeli, nyugodtan használja kését és kiszabadítja magát, sőt kiszabadítja a többi áldozatot is, akiket Unk Cekula lenyelt.

## Hivatkozás a popkultúrában
A Marvel Comics „Marvel Comics Presents” című sorozatában a Rozsomák egyik ellenfele Uncegila.
A Dreamkeeper című film, amely a hagyomány átadásáról és indián népmesékről szól, Unhcegila történetét is elmeséli.

## Fordítás
- Ez a szócikk részben vagy egészben  az   Unhcegila című angol Wikipédia-szócikk ezen változatának fordításán alapul.  Az eredeti cikk szerkesztőit annak laptörténete sorolja fel. Ez a jelzés csupán a megfogalmazás eredetét és a szerzői jogokat jelzi, nem szolgál a cikkben szereplő információk forrásmegjelöléseként.